# رولوندن
رولوندن (به انگلیسی: Rolvenden) یک روستا و محله مدنی در بریتانیا است که در Ashford واقع شده‌است. رولوندن ۲۳٫۲۸ کیلومتر مربع مساحت و ۱٬۴۱۴ نفر جمعیت دارد.